# Nikolai Alexandrowitsch Tokarew (Pianist)
Nikolai Alexandrowitsch Tokarew (russisch Николай Александрович Токарев; * 21. Mai 1983 in Moskau) ist ein russischer Pianist.

## Leben
Als Sohn eines Pianisten und einer Cellistin begann Tokarew seine musikalische Ausbildung 1988 an der Gnessin-Musikschule Moskau, die er 2001 mit Auszeichnung abschloss. Mit vierzehn Jahren ging er auf Tournee in Japan und 2000 war er Preisträger beim 10. Eurovision Young Musicians in Bergen, Norwegen. Im Jahr 2003 gewann er den internationalen Wettbewerb Kissinger Klavierolymp. Sein Studium führte er 2004 bis 2006 am Royal Northern College of Music in Manchester bei Dina Parakhina fort, wo er es 2004 mit der Goldmedaille beendete. Als Post Graduate studierte er in Düsseldorf bei Barbara Szczepanska an der Robert Schumann Hochschule.
Im September 2006 erhielt Tokarew den Orpheum Public Award. Beim Concours Géza Anda im selben Jahr in Zürich erlangte er den 2. Preis und den Publikumspreis. Er hat mit dem Moskauer Philharmonikern, dem Russian National Philharmonic Orchestra unter Leitung von Wladimir Spiwakow, dem Yomiuri-Nippon-Sinfonieorchester Tokyo, dem BBC Philharmonic in Manchester, dem English Chamber Orchestra, dem Wiener Kammerorchester und der Camerata Salzburg zusammengearbeitet.
Sein Deutschlanddebüt wurde in der Wochenzeitung Die Zeit sowie überregionalen Tageszeitungen gewürdigt. Außerdem brachten ARD, ZDF und BR Filmporträts. Der Musikkritiker der Süddeutschen Zeitung, Helmut Mauró, hat in Porträts, Kritiken und Interviews dem Talent und der Begabung Tokarews nachgespürt.
Tokarew gastierte unter anderem bei den Ludwigsburger Schlossfestspielen, beim Schleswig-Holstein Musik Festival, Rheingau Musik Festival, Kissinger Sommer, Davos Festival und bei den Festspielen Mecklenburg-Vorpommern. Er konzertierte unter anderem mit der Camerata Salzburg, dem Tonhalle-Orchester Zürich, dem National Philharmonic of Russia und dem BBC Philharmonic Orchestra.
Am 27. Oktober 2009 erhielt Tokarew in Berlin aus den Händen von Justus Frantz den mit 10.000 Dollar dotierten Prix Montblanc.
Tokarew lebt in Düsseldorf, Moskau und Dubai.

## Diskografie (Auswahl)
Tokarews erste europäische label-gebundene CD (plus Bonus-CD) „Nr. 1“ erschien 2007 bei Sony Classical mit Werken von Chopin, Bach/Siloti, Schubert, Liszt, Rosenblatt, Mussorgski und Prokofjew. Für dieses Debüt-Album wurde Tokarew mit dem ECHO-Klassik 2008 als bester Nachwuchskünstler (Klavier) ausgezeichnet.
Auf seiner zweiten CD bei Sony Classical mit dem Titel „French Album“ finden sich Werke von Rameau, Debussy, Ravel und Franck.
2010 erschien seine Aufnahme von Tschaikowskys erstem und Rachmaninows drittem Klavierkonzert.
2014 folgte die Hommage to Horowitz mit Werken von Scarlatti, Cimarosa, Liszt, Chopin, Scrjabin und Rosenblatt.
2018 veröffentlichte Tokarev bei Naxos zusammen mit dem Violinisten Sergei Dogadin die Violinsonate und die 24 Präludien in der Fassung für Klavier und Violine von Dmitri Schostakowitsch.